# Ráday Pál (bíró)
Gróf rádai Ráday Pál (Pécel, 1768. március 31. – Pest, 1827. január 21.) magyar főnemes, bíró, református egyházkerületi felügyelő, császári és királyi kamarás, közélelmezési felügyelő, mecénás, színigazgató.

## Élete
Ráday Gedeon és Fáy Zsuzsanna gyermeke. Ifjú korában az eperjesi tábla elnöke, később a Dunamelléki Református Egyházkerület világi felügyelője. Egyike azoknak, akik előmozdították és létrehozták a pesti magyar színésztársaságot 1790-ben. Ennek fejlődését komolyan vette és szívén viselte. Kellemen László volt munkájában segítségére, illetve Kazinczy Ferenc. Az akkori Pest legfontosabbnak mondható szalonját vezette, ahol az ország legfontosabb írói vettek részt, kivéve Berzsenyi Dánielt. Az 1810-es években igyekezett a magyar színjátszásában is Goethe weimari iskolájának elgondolásait meghonosítani.

## Családja
Felesége báró tótprónai és blatnicai Prónay Ágnes (1773–1844), Prónay László (1734-1808) lánya volt, akitől négy gyermeke született:
- Anna (1794-1841)
- László (1804-1868)
- Gedeon (1806-1873)
- Erzsébet (?)